# Pervomaisc
Pervomaisc (ryska: Первомайcк) är en ort i Moldavien. Den ligger i distriktet Unitatea Teritorială din Stînga Nistrului, i den östra delen av landet, vid gränsen till Ukraina. Pervomaisc ligger 12 meter över havet och antalet invånare är 7 300.
Gränsen utgörs av floden Kuchurhan.
Trakten runt Pervomaisc består till största delen av jordbruksmark.